# Ansavo (arrondissement)
Ansavo (franska: Arrondissement de l’Anse-à-Veau, Anse-à-Veau) är ett arrondissement i Haiti.   Det ligger i departementet Nippes, i den sydvästra delen av landet, 120 km väster om huvudstaden Port-au-Prince. Antalet invånare är 153 210.
Ansavo delas in i:
- Arnaud
- Plaisance-du-Sud
- Anse-à-Veau
- L'Asile
- Petit Trou de Nippes